# Markus Esser
Markus Esser (ur. 3 lutego 1980 w Leverkusen) – niemiecki lekkoatleta specjalizujący się w rzucie młotem.
Trzykrotnie w karierze startował w igrzyskach olimpijskich (Sydney 2000, Ateny 2004 oraz Pekin 2008). Pierwszy międzynarodowy sukces odniósł zdobywając brązowy medal podczas mistrzostw Europy juniorów w 1999 roku. Wielokrotny uczestnik mistrzostw świata (Helsinki 2005 – brązowy medal po dyskwalifikacji za doping zwycięzcy konkursu Białorusina Iwana Cichana, Osaka 2007, Berlin 2009, Daegu 2011 oraz Moskwa 2013) a także mistrzostw Europy (2002, 2006, 2010 i 2012). Medalista mistrzostw Niemiec w kategorii juniorów oraz seniorów, a także wielokrotny reprezentant kraju w pucharze Europy oraz drużynowych mistrzostwach Starego Kontynentu.
Rekord życiowy: 81,10 (28 lipca 2006, Leverkusen).

## Osiągnięcia
| Rok  | Impreza                                 | Miejsce               | Lokata            | Wynik |
| ---- | --------------------------------------- | --------------------- | ----------------- | ----- |
| 1997 | Mistrzostwa Europy juniorów             | Lublana               | el. – 16. miejsce | 60,58 |
| 1998 | Mistrzostwa świata juniorów             | Annecy                | 12. miejsce       | 59,58 |
| 1999 | Mistrzostwa Europy juniorów             | Ryga                  | 3. miejsce        | 66,68 |
| 2000 | Igrzyska olimpijskie                    | Sydney                | el. – 35. miejsce | 69,51 |
| 2001 | Zimowy puchar Europy w rzutach          | Nicea                 | 11. miejsce       | 69,50 |
| 2001 | Młodzieżowe mistrzostwa Europy          | Amsterdam             | 7. miejsce        | 72,36 |
| 2002 | Mistrzostwa Europy                      | Monachium             | el. – 29. miejsce | 70,15 |
| 2003 | Zimowy puchar Europy w rzutach          | Gioia Tauro           | 5. miejsce        | 73,64 |
| 2004 | Zimowy puchar Europy w rzutach          | Marsa                 | 8. miejsce        | 74,01 |
| 2004 | Superliga pucharu Europy                | Bydgoszcz             | 2. miejsce        | 76,97 |
| 2004 | Igrzyska olimpijskie                    | Ateny                 | 11. miejsce       | 72,51 |
| 2005 | Zimowy puchar Europy w rzutach          | Mersin                | 4. miejsce        | 76,68 |
| 2005 | Superliga pucharu Europy                | Florencja             | 3. miejsce        | 76,11 |
| 2005 | Mistrzostwa świata                      | Helsinki              | 3. miejsce        | 79,16 |
| 2005 | Światowy finał lekkoatletyczny IAAF     | Szombathely           | 7. miejsce        | 75,88 |
| 2006 | Superliga pucharu Europy                | Malaga                | 4. miejsce        | 77,05 |
| 2006 | Mistrzostwa Europy                      | Göteborg              | 4. miejsce        | 77,05 |
| 2006 | Światowy finał lekkoatletyczny IAAF     | Stuttgart             | 4. miejsce        | 79,19 |
| 2007 | Superliga pucharu Europy                | Monachium             | 2. miejsce        | 74,68 |
| 2007 | Mistrzostwa świata                      | Osaka                 | 8. miejsce        | 79,66 |
| 2008 | Zimowy puchar Europy w rzutach          | Split                 | 10. miejsce       | 70,51 |
| 2008 | Superliga pucharu Europy                | Annecy                | 3. miejsce        | 75,07 |
| 2008 | Igrzyska olimpijskie                    | Pekin                 | 7. miejsce        | 77,10 |
| 2009 | Superliga drużynowych mistrzostw Europy | Leiria                | 3. miejsce        | 77,62 |
| 2009 | Mistrzostwa świata wojskowych           | Sofia                 | 4. miejsce        | 78,04 |
| 2009 | Mistrzostwa świata                      | Berlin                | 6. miejsce        | 76,27 |
| 2010 | Superliga drużynowych mistrzostw Europy | Bergen                | 3. miejsce        | 75,79 |
| 2010 | Mistrzostwa Europy                      | Barcelona             | el. – 19. miejsce | 71,89 |
| 2011 | Superliga drużynowych mistrzostw Europy | Sztokholm             | 1. miejsce        | 79,28 |
| 2011 | Mistrzostwa świata                      | Daegu                 | 4. miejsce        | 79,12 |
| 2012 | Mistrzostwa Europy                      | Helsinki              | 7. miejsce        | 74,49 |
| 2013 | Zimowy puchar Europy w rzutach          | Castellón de la Plana | 4. miejsce        | 74,71 |
| 2013 | Superliga drużynowych mistrzostw Europy | Gateshead             | 2. miejsce        | 76,32 |
| 2013 | Mistrzostwa świata                      | Moskwa                | 10. miejsce       | 76,25 |